# Privedite osumnjičene
Privedite osumnjičene (eng. The Usual Suspects) je njemačko-američki neo-noir kriminalistički triler iz 1995. godine koji je režirao Bryan Singer, a napisao Christopher McQuarrie. U filmu su glavne uloge ostvarili Stephen Baldwin, Gabriel Byrne, Benicio del Toro, Chazz Palminteri, Kevin Pollak, Pete Postlethwaite i Kevin Spacey. Snimljen uz budžet od 6 milijuna dolara, film je započeo kao naslov preuzet iz kolumne magazina Spy naziva The Usual Suspects po jednoj od najpoznatijih rečenica lika Claudea Rainsa iz filmskog klasika Casablanca. Redatelj Singer mislio je da bi naziv članka mogao biti dobar naziv filma.
Radnja filma prati ispitivanje Rogera "Verbala" Kinta, sitnog kriminalca koji je jedan od dvojice preživjelih nakon masakra i požara koji su se dogodili na brodu u luci u Los Angelesu. Verbal policajcu koji ga ispituje objašnjava događaje koji su njega i četvoricu drugih kriminalaca doveli na brod te o tajanstvenom vođi mafije Keyseru Sözeu koji ih je unajmio. Kroz flashbackove i naraciju, Kintova priča postaje sve kompleksnijom.
Film je prikazan izvan konkurencije na filmskom festivalu u Cannesu 1995. godine te nakon toga pušten u ograničenu kino distribuciju. Zbog vrlo dobrih kritika kasnije je film imao i široku kino distribuciju. Film Privedite osumnjičene osvojio je dvije prestižne nagrade Oscar (od dvije nominacije) u kategorijama za najbolji originalni scenarij (McQuarrie) i najboljeg sporednog glumca (Spacey).

## Radnja
Samo dvojica ljudi preživjela su smrtonosni okršaj i požar koji je nakon njega uslijedio na brodu usidrenom u luci u San Pedru: jedan je mađarski kriminalac imena Arkos Kovaz koji se nalazi u bolnici s jakim opeklinama, a drugi je sitni kriminalac i prevarant Roger "Verbal" Kint (Kevin Spacey) koji boluje od cerebralne paralize. Uskoro u San Pedro dolaze FBI agent Jack Baer (Giancarlo Esposito) i agent carine Dave Kujan (Chazz Palminteri) namamljeni izvještajima o tome da je turski kriminalac Keyser Söze umiješan u navedeni incident. Kako će Verbal kasnije objasniti, Söze ima mitsku i osvetničku reputaciju - ubio je, naime, vlastitu obitelj nakon što su ih pripadnici mađarske mafije držali kao taoce kako bi pokazao svoju odriješitost, a nakon što je ubio sve osim jednog otmičara nestao je, držeći svoj pravi identitet skrivenim i izolirajući se čak i od vlastitih ljudi koji nisu znali niti za koga zapravo rade.
Dok se Baer nalazi u bolnici pokušavajući od Kovaza dobiti opis Sözeovog fizičkog izgleda, Kujan u neurednom uredu lokalne policijske postaje započinje ispitivati Verbala o događajima koji su doveli do okršaja i požara u zamjenu za njegov gotovo potpuni pravni imunitet. Verbalova priča, ispričana u flashbackovima započinje šest tjedana prije incidenta kada su se on i još četvorica drugih kriminalaca našli u policijskoj postaji u New Yorku kao osumnjičenici za pljačku pošiljke oružja. Ostala četvorica uključuju Deana Keatona (Gabriel Byrne), korumpiranog bivšeg policajca koji je navodno digao ruke od kriminalnih aktivnosti; Michaela McManusa (Stephen Baldwin), profesionalnog lopova; Freda Fenstera (Benicio del Toro), McManusovog partnera koji engleski jezik priča s jakim naglaskom; i Todda Hockneyja (Kevin Pollak), otmičara. Dok se zajedno nalaze u pritvoru, McManus uvjerava ostale da bi se trebali osvetiti policiji na način da presretnu krijumčara nakita kojeg prate korumpirani policajci i pokradu ga. Njih petorica odlaze u Los Angeles te razmjenjuju robu s Redfootom (Peter Greene), McManusovim kontaktom. Redfoot im u tom trenutku otkriva još jednu potencijalnu operaciju. Njih petorica prihvaćaju i izvedu pljačku, ali otkrivaju da je pošiljka zapravo kokain, a ne nakit kao što su prvotno mislili. U ljutitoj konfrontaciji s Redfootom, on im otkriva da je posao dogovorio odvjetnik imena Kobayashi (Pete Postlethwaite).
Kobayashi uskoro sam prilazi grupi kriminalaca i govori im da radi za Sözea. Također im otkriva da o svima njima posjeduje detalje njihovih kriminalniih aktivnosti još od rane mladosti i kako su sva petorica – svaki na različiti način – u jednom trenutku prevarili Sözea bez da su to uopće znali. Obavještava ih da će Söze zaboraviti na sve to ako pristanu uništiti pošiljku kokaina vrijedu 91 milijun dolara koju Argentinci namjeravaju prodati Mađarima te će im dozvoliti da zadrže gotovinu koja će se tom prilikom izmijeniti; ako ne uspiju, Söze će pobiti sve njihove prijatelje i obitelji.
Te iste noći Fenster bježi, a ostala četvorica pronalaze njegovo tijelo na mjestu gdje im je Kobayashi rekao da će biti. Oni pokušaju postići prednost tako što otmu Kobayashija u njegovom uredu, ali im on u tom trenutku otkriva da se Edie Finneran (Suzy Amis) – Keatonova odvjetnica i djevojka – nalazi u jednom od Kobayashijevih ureda te da će biti ubijena ako oni ne obave posao do kraja. Bez mogućnosti izbora, ostali pristaju na plan. U noći akcije, Keaton govori Verbalu da ostane u pozadini svih događaja i da – u slučaju da plan ne uspije – uzme novac i odnese ga Edie koja će mu sigurno moći pomoći. Keaton i ostali na brodu ubiju Argentince i Mađare te on i McManus nakon toga odlaze na brod u potrazi za drogom koju ne uspiju naći. McManus, Hockney i čovjek zaključan u kabini na brodu uskoro bivaju ubijeni od strane nepoznatog ubojice. Taj isti nepoznati ubojica uskoro ubije i Keatona te zapali brod dok sve vrijeme Verbal gleda iz daljine. Verbal je uvjeren da je nepoznati ubojica sam Keyser Söze.
Verbal završava svoju priču, ali Kujan u nju ne vjeruje inzistirajući na mišljenju da je Keaton zapravo Söze budući se na brodu nalazila osoba imena Arturo Marquez – krijumčar droge koji je izbjegao progonu tvrdeći da može identificirati Sözea. Kujan smatra da su Argentinci prodavali Marqueza Sözeovim rivalima – mađarskoj mafiji, a da je Keaton iskoristio pljačku kako bi skrenuo pozornost i uspio ubiti Marqueza. Kujan nadalje objašnjava Keatonov identitet zbog toga što je Edie sudjelovala u procesu izručenja Marqueza te kako je i ona pronađena mrtva. Verbal u suzama priznaje da je cijeli plan bila Keatonova ideja i odbija dalje svjedočiti, ali prije nego što bude ponovno pritvoren za njega je plaćena jamčevina. Kujan pušta Verbala da ode pokupiti svoje stvari te sjeda u ured u kojem ga je cijelo vrijeme ispitivao i započne razmišljati o Verbalovoj priči. Nakon nekoliko trenutaka prepozna par imena i koncepata iz Verbalove priče koji odgovaraju papirima i ostalim stvarima razbacanima u neurednom uredu poput imena "Kobayashi" (proizvođač šalica za kavu). U tom trenutku Kujan shvaća da je kompletna Verbalova priča bila fabrikacija te otkriva da je on zapravo Keyser Söze.
Kujan istrčava iz policijske postaje kako bi spriječio Verbala baš u trenutku kada u nju dolazi faks s crtežom koji odgovara Sözeovom opisu. Izvan policijske postaje, Verbal započne normalno hodati (čime se otkriva da uopće ne boluje o cerebralne paralize) i ulazi u automobil kojim upravlja Kobayashi te se njih dvojica odvoze prije nego ih Kujan može primijetiti. Film završava Verbalovim citatom o Sözeu: "Najveći trik kojeg je Vrag ikada izveo jest uvjeriti svijet da on ne postoji. I onda je samo tako nestao."

## Glumačka postava
- Stephen Baldwin kao Michael McManus. Glumac je bio umoran od rada na nezavisnim filmovima koji na kraju nisu ispali onakvima kakve je on očekivao; kada se susreo s redateljem Bryanom Singerom, krenuo je u 15-minutno osuđivanje i govor o tome kako je raditi s njim. Nakon što je Baldwin završio, Singer mu je rekao da je upravo to ono što on očekuje i želi za lika, što je glumca impresioniralo.[4]
- Gabriel Byrne kao Dean Keaton. Kevin Spacey upoznao je glumca Byrnea na zabavi i pitao da želi li raditi na filmu. On je pročitao scenarij i odbio ulogu, misleći da producenti i redatelj ne mogu snimiti kvalitetan film. Nakon toga upoznao je scenarista Christophera McQuarrieja i Singera te ostao impresioniran s vizijom redatelja. Međutim, u to vrijeme Byrne je imao osobnih problema i trebalo mu je 24 sata za odluku o nastupu u filmu sve dok producenti nisu pristali snimati film u Los Angelesu gdje je glumac živio u roku od pet tjedana.[4]
- Benicio del Toro kao Fred Fenster. Spacey je del Tora predložio za ovu ulogu. Lik je prvotno napisan za glumca Harryja Deana Stantona. Del Toro je upoznao redatelja Singera i voditelja castinga i rekao im da se ne želi pojaviti na audiciji, jer se ne osjeća ugodno.[4]
- Chazz Palminteri kao carinski specijalni agent Dave Kujan. Singer je oduvijek želio raditi s ovim glumcem, ali je on uvijek bio nedostupan. Uloga je bila ponuđena Christopheru Walkenu i Robertu De Niru, ali obojica su je odbili. Filmaši su imali na umu i Ala Pacina da dođe i čita za ulogu, ali je on odlučio da to ipak neće učiniti zbog toga što je već glumio policajca u filmu Vrućina. Palminteri je postao dostupan, ali samo na tjedan dana. Upravo je njegova odluka o pristanku sudjelovanja u filmu uvjerila financijaše da u potpunosti podupru film zbog toga što je on u to vrijeme bio zvijezda zahvaljujući filmovima Priča iz Bronxa i Meci nad Broadwayem.[4]
- Kevin Pollak kao Todd Hockney. Sastao se s redateljem Singerom u vezi rada na filmu, ali nakon što je čuo da još dvojica glumaca obavljaju audicije za ulogu, vratio se, pojavio na audiciji i dobio ulogu.[4]
- Pete Postlethwaite kao gospodin Kobayashi. Sözeova desna ruka.
- Kevin Spacey kao Roger "Verbal" Kint. Singer i McQuarrie poslali su scenarij glumcu bez da su mu prethodno rekli za koji lik ga imaju na umu. Spacey je nazvao Singera i rekao im da je zainteresiran za uloge Keatona i Kujana, ali je također bio zaintrigriran s Kintom - likom koji je, kako se ispostavilo, McQuarrie pisao upravo za Spaceyja.[4]
- Suzy Amis kao Edie Finneran, utjecajna odvjetnica i Keatonova djevojka.
- Giancarlo Esposito kao agent FBI-a Jacke Baer koji izdražuje eksploziju broda u luci.
- Dan Hedaya kao narednik Jeffrey "Jeff" Rabin koji pomaže Daveu Kujanu tijekom ispitivanja Rogera "Verbala" Kinta.
- Peter Greene kao Redfoot; kriminalac koji organizira posao za petoricu kriminalaca u Los Angelesu, ali koji ih također povezuje s Kobayashijem.

## Produkcija

### Podrijetlo projekta
Bryan Singer upoznao je Kevina Spaceyja na zabavi nakon projekcije njegovog prvog filma Public Access na filmskom festivalu u Sundanceu 1993. godine. Spacey je bio ohrabren i impresioniran reakcijom nekoliko ljudi koje je poznavao, a koji su vidjeli film da je rekao Singeru i McQuarrieju da želi nastupiti u njihovom sljedećem filmu - kakav god on bio. Singer je pročitao kolumnu u magazinu Spy naslova "The Usual Suspects" temeljen na poznatoj rečenici lika Claudea Rainsa iz filma Casablanca. Singer je pomislio da bi taj naslov mogao biti dobar naslov za film. Na upit novinara na Sundanceu o njihovom sljedećem filmu, McQuarrie je odgovorio: "Pretpostavljam da će biti o skupini kriminalaca koji se upoznaju u policijskoj postaji" što je, igrom slučaja, postala prva vizualna ideja koju su on i Singer imali za plakat filma: "petorica muškaraca koji se upoznaju na policijskom prepoznavanju". Redatelj je kao tagline za plakat smislio sljedeću rečenicu: "Svi možete ići u pakao". Nakon toga se zapitao: "Što bi moglo petoricu kriminalaca uopće dovesti zajedno na policijsko prepoznavanje?" McQuarrie je posudio ideju iz jednog od svojih neobjavljenih scenarija - priču o čovjeku koji ubije vlastitu obitelj i nakon toga nestane. Scenarist je pomiješao tu ideju s ekipom kriminalaca.
Sözeov lik temeljen je na Johnu Listu, računovođi iz New Jerseyja koji je ubio svoju obitelj 1971. godine i nakon toga nestao, uzevši novi identitet; uhvaćen je tek nakon gotovo 20 godina. McQuarrie je ime Keyser Söze temeljio na jednom od svojih bivših šefova, Kayseru Sumeu koji je vodio odvjetničku firmu u kojoj je scenarist radio, ali je ipak odlučio promijeniti prezime zbog toga što je mislio da se njegovom bivšem šefu neće baš svidjeti ideja s obzirom na to kakav je lik u pitanju. Riječ "söze" McQuarrie je pronašao u englesko-turskom riječniku svog cimera, a koja znači "kada netko previše priča". Sva imena likova u filmu uzeta su od zaposlenika odvjetničke tvrtke u kojoj je scenarist radio. McQuarrie je također radio i za detektivsku agenciju što je imalo utjecaja na njegov opis kriminalaca i policajaca u scenariju.
Singer je film Privedite osumnjičene opisao kao mješavinu Dvostruke obmane i Rašomona te izjavio da je film snimljen "na način da se gledatelj može vratiti i pogledati ga ponovno i vidjeti sve stvari koje je možda propustio ili nije shvatio iz prvog gledanja. Film drugi puta možete pogledati na način na koji ga niste mogli gledati prvi put." Strukturu filma također je usporedio s filmovima Građanin Kane (film koji također sadržava ispitivača i subjekta koji prepričava priču) te The Anderson Tapes.

### Pretprodukcija
U roku od pet mjeseci McQuarrie je napisao devet različitih verzija scenarija sve dok Singer nije osjetio da je posljednja verzija ona koju će nuditi studijima. Međutim, niti jedan studio nije bio zainteresiran za snimanje filma osim europskih kompanija. McQuarrie i Singer imali su poteškoća u vezi poticanja studija na financijsko ulaganje zbog nelinearne priče scenarija, velike količine dijaloga i nedostatka glumačkih zvijezda. Financijaši su željeli etablirane zvijezde pa su ponude za manju ulogu Redfoota (kriminalca iz Los Angelesa koji spaja petoricu protagonista s Kobayashijem) otišle Christopheru Walkenu, Tommyju Leeju Jonesu, Jeffu Bridgesu, Charlieju Sheenu, Jamesu Spaderu, Alu Pacinu i Johnnyju Cashu. Međutim, novac iz europskih kompanija omogućio je producentima da daju ponude glumcima i sastave kompletnu glumačku postavu. Glumcima su mogli ponuditi samo one plaće koje su bile ispod njihove uobičajene zarade, ali su svi pristali zbog kvalitete scenarija i šanse da rade jedni s drugima. Ipak, taj novac je u konačnici propao, pa je Singer iskoristio scenarij kako bi zainteresirao kompaniju PolyGram što je i uspio.
Singer je o dodjeli uloga u filmu izjavio: "Kada radiš film, biraš ljude ne po tome što su, već po tome što misliš u što se oni mogu pretvoriti". Kako bi se što bolje pripremio za ulogu, Spacey je odlazio na sastanke s doktorima i stručnjacima za cerebralnu paralizu te razgovarao sa Singerom o tome na koji način je najbolje ubaciti tu bolest, a da dramaturški odgovara filmu. Odlučili su da će samo jedan dio njegovog tijela biti paraliziran. Prema izjavi glumca Byrnea, glumačka postava vrlo brzo se sprijateljila tijekom proba. Del Toro je radio s Alanom Shaterianom kako bi razvio Fensterov jedinstveni, gotovo neinteligentni govor. Prema izjavama glumca, izvor neuobičajenog govora njegovog lika došao je iz spoznaje da je "svrha njegovog lika to da će umrijeti". Del Toro je rekao redatelju Singeru: "Zaista nije važno što pričam pa na taj način mogu zbilja razvući govor i učiniti ga neshvatljivim."

### Snimanje filma
Budžet filma iznosio je 5,5 milijuna dolara, a film je snimljen za 35 dana u Los Angelesu, San Pedru i New Yorku. Spacey je rekao da su scene ispitivanja s Palminterijem snimljene u roku od pet do šest dana. Te scene su također snimljene prije ostatka filma. Snimanje scene tijekom policijskog prepoznavanja odužilo se i probilo rokove zbog toga što su glumci griješili u svojim tekstovima. Scenarist Christopher McQuarrie bi postavio pitanje iza kamere, a oni su improvizirali svoje odgovore. Kada je Stephen Baldwin prvi dao svoj odgovor, ostali glumci su se smijali. Byrne se prisjetio da su se učestalo smijali i između snimanja "pa kada bi redatelj dao znak za početak snimanja, jedva smo mogli ostati ozbiljni." Spacey je također rekao da je najteži dio snimanja te scene bio ne smijati se, a da su za to najveći krivci bili Baldwin i Pollak. Njihov cilj neozbiljnosti je bio pokušati nasmijati inače vrlo ozbiljnog Byrnea. Cijelo jutro proveli su neuspješno pokušavajući snimiti tu scenu. Za vrijeme ručka frustrirani Singer je napao svu petoricu glumaca, ali nakon što su nastavili sa snimanjem, svejedno su se smijali. Byrne se prisjća: "U konačnici je Bryan upotrijebio one kadrove u kojima nismo mogli ostati ozbiljni". Singer i montažer John Ottman iskoristili su kombinaciju kadrova i zadržali humor kako bi prikazali jačanje veze među likovima.
Kada je Del Toro rekao redatelju Singeru o tome kako će portretirati Fenstera, on o tome nije obavijestio i ostale članove glumačke postave pa ga u njihovoj prvoj zajedničkoj sceni koju su snimali nitko od kolega glumaca nije mogao razumjeti. Byrne je zbog toga obavio ozbiljan razgovor sa Singerom, ali mu je redatelj rekao za scenu u pritvoru: "Ako ne razumiješ što priča, možda je vrijeme da publika također sazna da zapravo nije bitno ono što on priča." Sve to dovelo je do improviziranog pitanja lika Kevina Pollaka u filmu: "Što si rekao?"
Ukradeni smaragdi je bilo pravo drago kamenje koje su producenti posudili za potrebe snimanja. Singer je proveo punih 18 sati snimajući scenu pljačke u podzemnoj garaži. Prema izjavama glumca Byrnea, sljedećeg dana Singer svejedno nije bio zadovoljan, jer nije imao snimljeno sve ono što je želio i nije želio prekinuti snimanje unatoč prijetnjama kompanije da će prekinuti produkciju filma. U sceni u kojoj se ekipa susreće s Redfootom nakon pljačke, Redfoot baci opušak cigarete u McManusovo lice. U originalu Redfoot je trebao baciti cigaretu u McManusova prsa, ali je glumac promašio i slučajno pogodio McManusovo lice. Baldwinova reakcija u toj sceni nije odglumljena.

### Postprodukcija
Tijekom faze montaže filma, Singer je mislio da su završili film dva tjedna prije roka, ali se jednog jutra probudio i shvatio da su trebali još vremena kako bi montirali sekvencu koja će uvjeriti publiku da je Dean Keaton zapravo Söze - te nakon toga napraviti isto s Verbalom Kintom zbog toga što film nije imao "udarac kakav je Chris tako lijepo napisao". Prema izjavi Ottmana, on je skupio sve snimke i montirao ih, ali još uvijek to nije bila zadovoljavajuća verzija sve dok u tu sekvencu nije ubacio i montažnu naraciju ključnih dijaloga nekoliko likova iz filma, a koji su pratili sliku na ekranu. U ranoj fazi, izvršni producenti iz kompanije Gramercy imali su problema s izgovaranjem imena Keyser Söze pa su bili zabrinuti da će i publika imati isti problem. Studio je, stoga, odlučio promovirati ime lika. Dva tjedna prije početka kino distribucije, plakati s natpisom "Tko je Keyser Söze?" pojavili su se na autobusnim stanicama, a u televizijskom spotovima komuniciralo se pitanje kako se ispravno izgovara njegovo ime. Unatoč tim naporima, svi glumci u filmu konstantno krivo izgovaraju njegovo ime kao "Soze", a ne "Söze".
Singer je želio da glazba tijekom pljačke broda sliči na Piano Concerto No. 1. autora Petra Iljiča Čajkovskog. Glazba tijekom odjavne špice temeljena je na pjesmi kanadske pjevačice k.d. lang.

## Distribucija
Kompanija Gramercy je krenula s marketinškom promocijom i oglašavanjem filma Privedite osumnjičene prije nego što je film započeo s kino distribucijom u ljeto 1995. godine. U svrhu što bolje promocije korištena je metoda word of mouth marketinga, a autobusi i veliki plakati bili su polijepljeni s jednostavnim pitanjem "Tko je Keyser Söze?".
Film je prikazan van konkurencije na filmskom festivalu u Cannesu 1995. godine gdje je dobio pozitivne kritike filmske struke i publike. Film je pušten u ograničenu kino distribuciju u Los Angelesu gdje je utržio 83 513 dolara te u New Yorku gdje je zaradio 132 294 dolara na tri ekrana u prvom tjednu prikazivanja. Nakon toga film je krenuo u 42 dodatna kina u kojima je zaradio 645 363 dolara u prvom vikendu prikazivanja. U prosjeku je po kino dvorani film zaradio 4 181 dolar na 517 ekrana pa je sljedećeg tjedna film započeo prikazivanje na dodatnih 300 lokacija. U konačnici je u Sjevernoj Americi film utržio 23,3 milijuna dolara.

## Kritike
Film Privedite osumnjičene dobio je pozitivne kritike filmskih kritičara. Na popularnoj internetskoj stranici Rotten Tomatoes film ima 88% pozitivnih ocjena temeljenih na 68 zaprimljenih kritika uz prosječnu ocjenu 7.8/10 i komentar: "Vrhunski snimljen i montiran, film Privedite osumnjičene publici pruža jednostavni zaplet nakon čega kreću razni nivoi prevara, obrata i nasilja prije nego što pred kraj gledatelju u potpunosti ne uzdrma tlo pod nogama". Na drugoj internetskoj stranici koja se također bavi skupljanjem filmskih kritika - Metacritic - film ima prosječnu ocjenu 77/100 temeljenu na 22 kritike.
Premda ga je većina publike i kritičara hvalila, film Privedite osumnjičene oštro je kritiziran od strane nekih. Roger Ebert je u svojoj kritici za Chicago Sun-Times dao filmu jednu i pol od četiri zvjezdice uz opasku da se radi o nezanimljivom i zbunjujućem uratku. Također ga je postavio i na svoju listu "najomraženijih filmova". Kritičar iz USA Today dao je filmu dvije i pol od četiri zvjezdice i nazvao ga "jednim od sadržajno najzbijenijih misterija u posljednje vrijeme - premda su, paradoksalno, četiri petine filma izuzetno predvidljive". Magazin Rolling Stone, s druge strane, hvalio je nastup Kevina Spaceyja uz opasku da se radi o "briljantnoj performansi vrijednoj nagrade Oscar". U svojoj kritici za The Washington Post Hal Hinson je napisao: "U konačnici, film Privedite osumnjičene možda je previše pametan za svoje vlastito dobro. Obrat na kraju filma je vrhunski, ali krucijalna pitanja svejedno ostaju neodgovorena. Međutim, ono što je zanimljivo je koliko nam to malo smeta u konačnom sudu o filmu. Nakon filma još uvijek ćete pokušati povezati stvari i truditi se sve postaviti na svoje mjesto... A koliko često to ovih dana možemo reći za bilo koji film?"
U njezinoj kritici za The New York Times, Janes Maslin je hvalila glumačku postavu: "Gospodin Singer je okupio prekrasan skup talentiranih glumaca koji pariraju jedni drugima u dijalozima bez obzira na to što su potpuno različiti jedni od drugih... Bez nasilja i očiglednog razmetanja hrabrošću Reservoir Dogsa, ovi glumci još uvijek mogu kreirati jake i fascinantno dvolične likove". The Independent je hvalio završetak filma: "Kraj filma je elegantan koliko i neočekivan. Cijeli film ćete odvrtiti u svojoj glavi sa savršenom jasnoćom - i shvatit ćete da se radi o potpuno drugačijem filmu od onoga kojeg ste do tog trenutka gledali (još boljem, zapravo)."

### Priznanja
Christopher McQuarrie je bio nominiran za prestižnu nagradu Oscar u kategoriji najboljeg originalnog scenarija, dok je Kevin Spacey bio nominiran u kategoriji najboljeg sporednog glumca. Obojica su osvojili nagrade u svojim kategorijama, a tijekom slavljeničkog govora Spacey je rekao: "Tkogod da Keyser Söze zbilja jest, mogu vam reći da će se večeras slavodobitno napiti."
Film je bio nominiran u kategoriji za najbolji film godine za prestižnu britansku nagradu BAFTA. McQuarrie je osvojio nagradu BAFTA za najbolji originalni scenarij, a John Ottman za najbolju montažu. Film je također bio nominiran u tri kategorije za nagradu Independent Spirit - najbolji sporedni glumac (Benicio del Toro), najbolji scenarij (McQuarrie) i najbolja fotografija (Newton Thomas Sigel). Del Toro i McQuarrie osvojili su nagradu u svojim kategorijama.
Redatelj Bryan Singer osvojio je nagradu za najboljeg debitanta na prvoj dodjeli nagrada Empire.
Film Privedite osumnjičene prikazan je na međunarodnom filmskom festivalu u Seattleu 1995. godine gdje je Bryan Singer osvojio nagradu za najboljeg redatelja, a Kevin Spacey za najboljeg glumca. Udruženje kritičara Bostona proglasilo je Spaceyja najboljim sporednim glumcem. Spacey je nagrade u toj kategoriji osvojio i od Udruženja kritičara New Yorka te Nacionalnog odbora za recenziju filmova koji je također filmu dao nagradu i za najbolju glumačku postavu.

### Naslijeđe
Dana 17. lipnja 2008. godine Američki filmski institut je objavio svoju listu top 10 filmova u top 10 žanrova nakon što je ispitano preko 1500 ljudi iz kreativne zajednice. Film Privedite osumnjičene postavljen je na deseto mjesto najboljih filmova s misterijima. U lipnju 2003. godine Verbal Kint postavljen je na 48. mjesto liste Američkog filmskog instututa "100 godina... 100 heroja i negativaca".
Časopis Entertainment Weekly proglasio je film jednim od "13 filmova o pljački koji se moraju pogledati". Časopis Empire u svojoj anketi postavio je lik Keysera Sözea na 69. mjesto "stotinu najvećih filmskih likova".
Godine 2013. Ceh scenarista Amerike postavio je scenarij filma na 35. mjesto svoje liste od "stotinu i jednog najboljeg filmskog scenarija ikada napisanog".

## Vanjske poveznice
- Privedite osumnjičene u internetskoj bazi filmova IMDb-a
- Privedite osumnjičene na Rotten Tomatoes